# L-System-Invertierungs-Problem
Das L-System-Invertierungs-Problem ist das Problem, ein L-System zu invertieren, also zu einer gegebenen Zeichenkette ein L-System zu finden, was eine möglichst kurze Beschreibung hat.
Das L-System-Invertierungs-Problem kann als Optimierungsproblem formuliert werden, wobei die Definitionsmenge der Fitness-Funktion der Menge aller L-Systeme entspricht.
Die (näherungsweise) Lösung des L-System-Invertierungs-Problem ist die Grundlage der fraktalen Kompression.